# Cladocolea pedicellata
Cladocolea pedicellata är en tvåhjärtbladig växtart som beskrevs av Kuijt. Cladocolea pedicellata ingår i släktet Cladocolea och familjen Loranthaceae. Inga underarter finns listade i Catalogue of Life.